# أراطوس (سياسي)

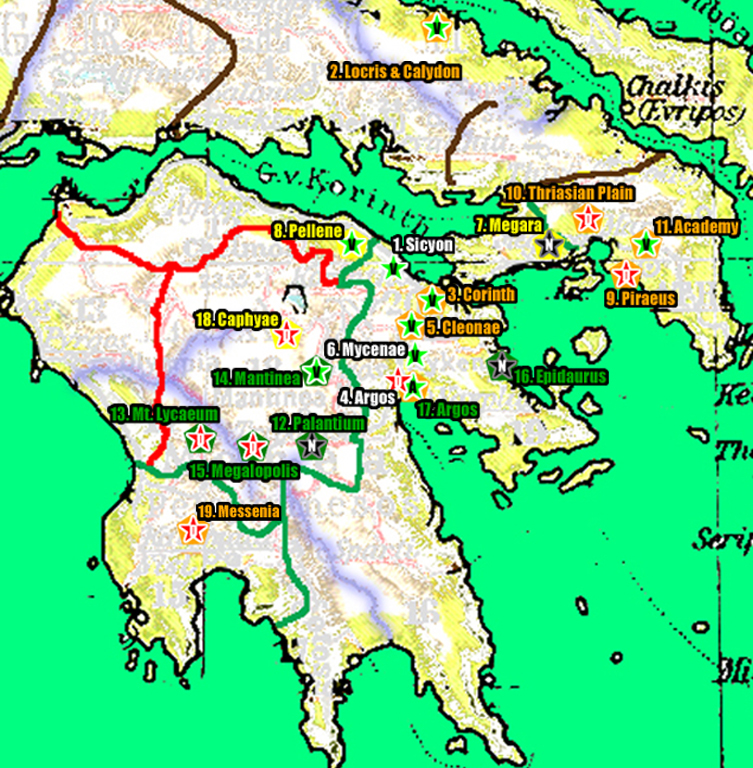
أهم محطات حياة أراطوس. المواقع الظاهرة على الخريطة مرقمة بحسب التتابع الزمنيز.

أراطوس (باليونانية: Ἄρατος) هو سياسي يوناني ولد في سيكيون عام 271 ق م وتعلم في أرغوس بعد موت أبيه على يد أبانتيداس طاغية سيكيون، وعندما كان في العشرين خلص مدينته من الطاغية بانقلاب جريء. واستطاع تأمين المدينة ضد التهديد المقدوني عندما ضمها للحلف الأخائي واستطاع تهدئة المنفيين العائدين بالأموال التي حصل عليها من بطليموس فيلادلفوس.
كان يساوره القلق بشأن الحلف وكان يهدف دائما إلى توسيعه وأصبح قائدا عاما عليه في عام 245 ق م وبعد سنتين احتل كورنث على غفلة وكان قد احتل مدنا أخرى بمزيج من الحث والتهديد، ومن هذه المدن كانت هناك ميغالوبوليس وأرغوس، اللاتي تنحى حكامها طوعا.
وكذلك فقد حارب الأيتوليين عام 241 ق م وفي عام 228 أقنع القائد المقدوني بأن يخلي أتيكا من جنده، ولكن عندما بدأ العداء مع كليومينس الثالث وتكبد أراطوس عدة نكسات ومنها هزيمته القاسية في ديمي (226 أو 225 ق م) ولكن بدلا من أن يعترف بكليومينس زعيما للحلف فقد رفض كل مساعي الوساطة بينهما وربما أزعج هذا التيموقراطية القائمة.
بصفته مفوضا مطلق الصلاحية قام عام 224 ق م بطلب نجدة أنتيغونوس دوسون المقدوني ليستعيد كورنث وأرغوس وأن يسحق كليومينس وتم له هذا في سيلاسيا عام 222، ولكنه في ذات الوقت ضحى باستقلال الحلف. وفي أعوام 220 – 219 ق م هزمه الأيتوليون في أركاديا وهاجموا البيلوبونيز بشكل مستمر، وعندما أتى فيليب الخامس ملك مقدونيا ليطرد المغيرين فأصبح أراطوس مستشار الملك واستطاع أن يتفادى هجوما غادر على ميسيني عام 215 ق م. ولكنه كان قد فقد حظوة الملك وبدأ الكره يزداد ضده وتم تسميمه عام 213 ق م.
يعتبرونه أهل سيكيون بطلا وحتى أنهم جعلوه ابن الإله أسقليبيوس وبالنسبة لأراطوس فقد حسب له أنه جعل الحلف الأخائي قوة فعالة ضد الطغاة والأعداء الأجنبيين، ولكن عدم كفاءته العسكرية وكرهه الأعمى للإصلاحات الديمقراطية ذهبت به بعيدا حتى ضاع عمله.
استخدم بوليبيوس المذكرات التي كتبها اراتوس عن نفسه في مؤلفه عن التاريخ لكي يبرر تصريفه لأمور الدولة، وأخذ بلوتارخ من نفس المصدر وكذلك أخذ من الوثائق المعادية التي كتبها فيلارخوس.